# سن کریستوبال، تاچیرا
سن کریستوبال (به اسپانیایی: San Cristóbal) یک شهر در ونزوئلا و مرکز ایالت تاچیرا است که در ناحیه کوهستانی غرب ونزوئلا واقع شده است. سن کریستوبال ۲۴۷ کیلومتر مربع مساحت و ۶۴۵٬۹۲۵ نفر جمعیت دارد و ۸۶۰ متر بالاتر از سطح دریا واقع شده‌است. این شهر در جریان زمین‌لرزه ۱۸۷۵ کوکوتا به شدت آسیب دیده است و نیز در مسیر بزرگراه پان آمریکن قرار دارد.